# ریاض الخبراء، عربستان
ریاض الخبراء (به عربی: محافظة رياض الخبراء) یک منطقهٔ مسکونی در عربستان سعودی است که در استان قصیم واقع شده‌است.